# Богословский, Андрей Александрович
Андре́й Алекса́ндрович Богосло́вский (1869, Луковец, Череповецкий уезд, Новгородская губерния — 1918, Лан) — русский военный священник. Участник русско-японской и Первой мировой войн.

## Биография
Андрей Богословский родился 21 сентября 1869 года в селе Луковец Луковецкой волости Череповецкого уезда Новгородской губернии. Образование получил в духовном училище в Кириллове Новгородской губернии и Новгородской духовной семинарии, 15 октября 1889 года был причислен к Новгородской епархии.
В 1893 году был принят на военную службу священником при церкви Туркестанской стрелковой бригады. С 1897 года служил в Ташкентском военном Спасо-Преображенском соборе.
С началом русско-японской войны перевёлся в действующую армию и состоял полковым священником 22-го Восточно-Сибирского стрелкового полка. С 1905 года был полковым священником 33-го Восточно-Сибирского стрелкового полка и благочинным 9-й Восточно-Сибирской стрелковой дивизии. За боевые отличия против японцев был награждён орденами св. Анны 3-й степени с мечами (3 ноября 1904 года), св. Анны 2-й степени с мечами (29 ноября 1904 года) и св. Владимира 4-й степени с мечами и бантом (7 июля 1905 года), а также получил золотой наперсный крест на Георгиевской ленте (3 февраля 1906 года).
О русско-японской войне Богословский написал две статьи мемуарного характера: «Впечатления военного священника на перевязочном пункте» и «Полковой праздник в Маньчжурии», обе были опубликованы в «Вестнике военного духовенства» в 1905 году.
В 1907 году Богословский был назначен священником Сибирского флотского экипажа, в 1910 году получил чин протоиерея, с 1913 года был благочинным Владивостокских морских церквей.
Перед Первой мировой войной Богословский перевёлся на должность полкового священника 6-го Финляндского стрелкового полка. Был делегатом 1-го съезда военного и морского духовенства, проходившего с 1 по 10 июля 1914 года.
Приказом Протопресвитера военного и морского духовенства от 10 ноября 1916 года Богословский за отличия был награждён орденом св. Георгия 4-й степени:
22 октября 1915 года, стоя на возвышении, благословлял каждого подходившего к нему воина. Когда началась стрельба, он остался на прежнем месте. Грудь его защитила дароносица, висевшая на шее, дав пуле, летевшей в сердце, боковое направление.
В 1916 году он вошёл в состав Русского экспедиционного корпуса, направленного во Францию и был полковым священником 2-го Особого полка на Французском фронте. Здесь в 1917 году он получил французский орден Почётного легиона. После подписания большевиками Брестского мира Богословский остался во Франции и был священником Русского легиона чести.
Убит во Франции под Терни-Сорни 2 сентября 1918 года в бою с немцами. Похоронен в Вик-сюр-Эн. Посмертно награждён французским Военным крестом с пальмовой ветвью.